# نيوسوكيات
النيوسوكيات (Neosuchia) هو فرع حيوي من ضمن الـ Mesoeucrocodylia الذي يشمل جميع التمساحيات الحديثة الموجودة حاليًا وأقرب أقاربه الأحفورية، تم تعريفه بأنه الفرع الحيوي الأكثر شمولًا حيث يشتمل على جميع أشباه التمساحيات له صلة قرابة بتمساح النيل أكثر من النوتوسوكس.

## وصلات خارجية
- Neosuchia in the Paleobiology Database